# سبتمفري صوفيا
سبتمفري صوفيا هو نادي كرة قدم بلغاري أٌسس عام 1944. يلعب النادي في دوري الدرجة الثانية للمحترفين البلغاري ‏.

## معرض صور

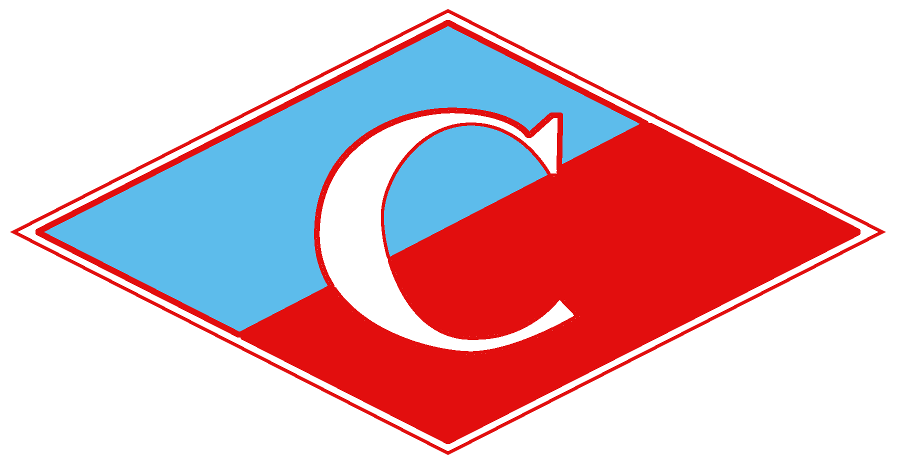
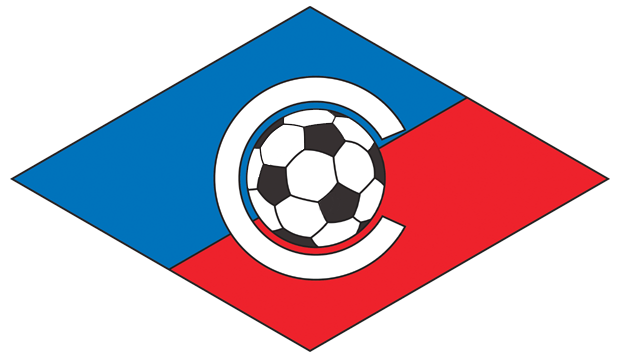
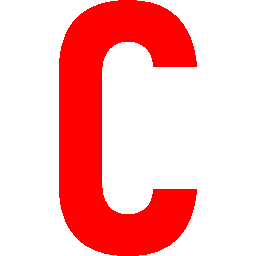
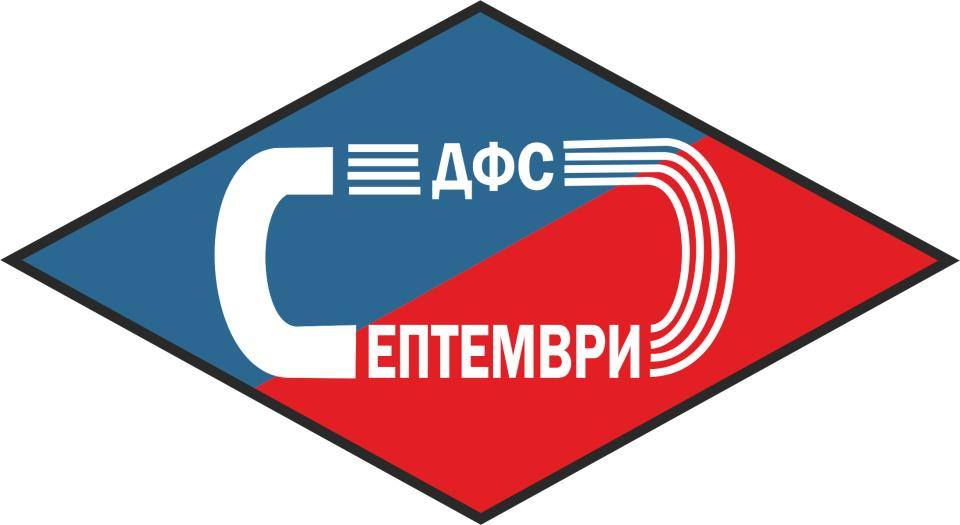